# Barbara Erskine
Barbara Erskine (née le 10 août 1944) est une romancière anglaise. 

## Biographie
Elle est née à Nottingham en 1944. Son père est le chef d'escadron d'aviation de la bataille d'Angleterre pendant la Seconde Guerre mondiale, Nigel Rose.
Erskine est diplômée en histoire médiévale écossaise de l'Université d'Édimbourg et partage son temps entre Hay-on-Wye et le nord de l'Essex.
Erskine est l'auteure d'un certain nombre de romans à succès et de recueils de nouvelles traitant à la fois de l'histoire et du surnaturel. Lady of Hay, son premier roman, s'est vendu à plus de trois millions d'exemplaires dans le monde depuis sa première publication en 1986 .